# Chelonus karakumicus
Chelonus karakumicus är en stekelart som först beskrevs av Vladimir Ivanovich Tobias 1966.  Chelonus karakumicus ingår i släktet Chelonus och familjen bracksteklar. Inga underarter finns listade i Catalogue of Life.